# Eulepidotis transcendens
Eulepidotis transcendens är en fjärilsart som beskrevs av Dyar 1914. Eulepidotis transcendens ingår i släktet Eulepidotis och familjen nattflyn. Inga underarter finns listade i Catalogue of Life.